# Yelling to the Sky
Yelling to the Sky è un film del 2011 scritto e diretto da Victoria Mahoney, al suo debutto da regista.
È stato presentato in concorso alla 61ª edizione del Festival di Berlino.

## Trama
Sweetness O'Hara è una tranquilla ragazza che frequenta il liceo. Un giorno è in giro in bici con un suo amico quando la bulla del quartiere Latonya, il suo ragazzo e i loro amici iniziano a prendersela con lei. Il ragazzo minaccia di prendere la bicicletta, a meno che Sweetness non riesca a batterlo in una corsa verso un albero in fondo alla strada: il bullo arriva dietro di lei e la spinge a terra, prendendola poi a calci. La sorella maggiore di Sweetness, Ola, viene in suo aiuto, picchiando il bullo.
Le ragazze tornano a casa dalla loro madre emotivamente instabile, Lorene, e dal padre premuroso ma violento, Gordon. Dopo un alterco tra i genitori, Lorene se ne va, dicendo a Sweetness che sarebbe tornata. Anche Gordon se ne va, con Sweetness che dice che avrebbe voluto rimanere ovunque fosse.
Pochi giorni dopo, mentre Ola aiuta Sweetness a fare i compiti e a stirare, Gordon ritorna. Colpisce Ola dopo la sua scelta di indossare una giacca all'interno della casa. Ola quindi fa le valigie e si trasferisce con il suo fidanzato, accusato in libertà vigilata e il padre del bambino, lasciando Sweetness solo a suo padre. Passano i mesi e Ola ritorna con una bambina di nome Esther. Non molto tempo dopo, anche Lorene ritorna, in uno stato mentale assente.
A scuola, il suo preside, il signor Coleman, inconsapevolmente protegge Sweetness dall'essere picchiato da Latonya e dai suoi amici, Fatima e Jojo, chiedendo di sua sorella e chiedendo come stesse. Le ragazze consegnano una lettera scritta a loro padre, dicendo che suo fratello è morto nel sonno. Dopo che il padre li mette in imbarazzo di fronte ai suoi amici, Sweetness annuncia che odia il padre da sua sorella mentre tornano a casa. Di ritorno a casa, con Gordon assente, Ola insegue Lorene, che distrattamente è uscita di casa. La ragazza viene frustrata dall'andamento delle loro vite e decide di agire.
La mattina dopo, Sweetness e suo padre litigano per il trucco a scuola. Si difende, rispondendo e lanciandogli una bottiglia di colla, dicendogli che era l'ultima volta che l'avrebbe mai colpita. Inizia a vendere droghe, con l'aiuto di uno spacciatore e amico locale, Roland, che è riluttante. Lei lo convince dicendogli che non è per spese extra ma per aiutare la sua famiglia. Lui è d'accordo.
Comincia a uscire con Fatima e Jojo, dopo che le hanno comprato la droga. Combatte Latonya a scuola, che finisce per far sospendere Sweetness. Successivamente vede Latonya a scuola, portando libri e andando in classe, a simboleggiare il modo in cui i ruoli si sono invertiti tra le ragazze dall'inizio del film.
Durante un affare di droga, Sweetness si unisce a Roland, che le dice di rimanere in pace. Entra nella camera d'albergo, contro il consiglio di Roland, e viene tentata da uno degli spacciatori. I due riescono a sfuggire al fallito affare di droga e quasi vengono arrestati nel processo. Quando Roland lascia cadere Sweetness, lei lo bacia, ma lui rifiuta i suoi progressi, ma continua a baciarla nonostante la sua età.
Pochi giorni dopo, mentre le ragazze e Roland stanno tagliando la scuola e giocano a pallamano, i due ragazzi dell'affare di droga fallito guidano e sparano a Roland, che muore all'istante. La ragazza si incolpa per le riprese, rendendosi conto che se non fosse entrata nella stanza d'albergo, sarebbe ancora vivo. Distrugge con rabbia la sua camera da letto condivisa da Ola e parte con la macchina di Ola per una festa. Sulla via del ritorno, mentre è ubriaca, Sweetness fa il giro con la macchina, promettendo di restituire alla sorella ogni centesimo.
Dopo aver aiutato suo padre a mettere dei punti in testa una notte, egli inizia a diventare meno violento nei confronti della sua famiglia. Un giorno vede Sweetness che beve con le sue amiche per strada ma non si arrabbia con lei quando torna a casa quella notte. La segue a scuola e la aspetta dopo, seguendola a casa. Lei esprime la sua frustrazione con lui, chiedendo di sapere cosa vuole. Le dice che è preoccupato per lei e che è qui per lei adesso ma il tutto sta nella sua risposta, ovvero "troppo tardi ora".
Realizzando il suo futuro se rimanere nel suo quartiere, inizia a cambiare le cose. In primo luogo, facendo domanda per il college, chiedendo scusa a Latonya e optando per rimanere dentro e lavare i piatti invece di uscire con i suoi amici.

## Distribuzione
Il film ha avuto una distribuzione limitata negli Stati Uniti a partire dal 14 dicembre 2012.
In precedenza era stato presentato a numerosi festival internazionali:
- Festival internazionale del cinema di Berlino - 12 febbraio 2011
- South by Southwest - 11 marzo 2011
- Gen Art Film Festival - 9 giugno 2011
- Giffoni Film Festival - 14 luglio 2011
- Expresión en Corto International Film Festival - 24 luglio 2011
- Festival del cinema americano di Deauville - 5 settembre 2011
- Oakland Underground Film Festival - 15 settembre 2011
- Urbanworld Film Festival - 17 settembre 2011
- Mumbai International Film Festival - 16 ottobre 2011
- Frauenwelten Tübingen - 27 novembre 2011
- Women Make Waves - 14 ottobre 2012

## Critica
Il sito Metacritic assegna al film un punteggio di 48 su 100 basato su 8 recensioni, mentre il sito Rotten Tomatoes riporta il 40% di recensioni professionali con un giudizio positivo, con un voto medio di 5,5 su 10.
Secondo Michael Nordine di Slant Magazine, il film «evita la maggior parte degli errori del suo genere, anche se mostra poco interesse a superarli», mentre secondo John DeFore di The Hollywood Reporter «gronda di una strana ma a volte commovente nostalgia per gli ambienti da cui i suoi personaggi vogliono fuggire».
Kyle Smith del New York Post parla di «materiale cupo e desolato che a volte è monotono, anche se il suo dolore appare autentico», Joe Neumaier di New York Daily News di «uno sguardo prosaico su una vita difficile» e Peter Debruge della rivista Variety di «una trama forte, ma una narrazione debole».

## Riconoscimenti
- 2011 - Festival internazionale del cinema di Berlino
  - Nomination Orso d'oro per il miglior film
- 2011 - Festival del cinema americano di Deauville
  - Nomination Grand Special Prize a Victoria Mahoney
- 2011 - South by Southwest
  - Nomination Audience Award a Victoria Mahoney
- 2013 - Black Reel Awards
  - Nomination miglior film indipendente

## Colonna sonora
La colonna sonora include principalmente brani di artisti e gruppi rap e hip hop come Jean Grae, Styles P, Talib Kweli, Zion I, DJ Shadow, The Cool Kids e Spank Rock.